# Eventide
Eventide ist eine Death-Metal-/Progressive-Metal-Band aus Göteborg (Schweden). Ihre Musik erinnert an Bands wie Dark Tranquillity und Opeth.

## Geschichte
Die Band wurde im Jahre 1998 gegründet. Ein Jahr später hatte die Band genügend Geld und Lieder, um ihr erstes Demo Caress the Abstract aufzunehmen. Das Demo enthält fünf Lieder und wurde im Los Angered-Studio außerhalb von Göteborg aufgenommen. Über ihre Website wurden 300 Stück verkauft. Im Jahre 2000 nahm die Band ihr zweites Demo auf. Da die Band mit dem ersten Demo viel Geld verloren hatte, wurden die drei neuen Lieder im MP3-Format über ihre Website verbreitet. Des Weiteren brannten sie die drei Lieder auf CD-R und verschickten diese an verschiedene Plattenfirmen und Magazine. Eventide wurden von In Flames zur Releaseparty des Clayman-Albums eingeladen. Als 2001 immer noch kein Plattenvertrag in Sicht war, verließ Åke Walleborn die Band. Neue Mitglieder blieben nur kurzzeitig, und auch beim Komponieren kam die Band nicht voran. Die Musiker beschlossen, die Band für einige Zeit auf Eis zu legen. Einige Mitglieder wurden zu dieser Zeit in anderen Bands aktiv.
Im Dezember 2004 beschlossen Jacob Magnusson und Max Seppälä aufgrund der steten Nachfrage nach den zwei bisherigen Demos ein drittes Demo aufzunehmen. Mit Thomas Magnusson, dem Bruder des Sängers, wurde ein neuer Bassist verpflichtet. Jones Sjölin übernahm die zweite Gitarre, verließ die Band nach kurzer Zeit aber aus persönlichen Gründen wieder. Er wurde durch Sebastian Olsson ersetzt. Das No Place Darker genannte Demo brachte der Band einen Plattenvertrag mit der deutschen Firma Cartel Media ein. Am 26. Januar 2007 erschien das Album Diaries from the Gallows. Im April teilten Eventide auf ihrer Website mit, dass ihre Plattenfirma verschwunden sei, und dass sie CDs und Merchandising von nun an alleine vertreiben.
Auf der Suche nach einer neuen Plattenfirma nahmen Eventide eine neue Demo-CD namens Planet Plague auf, die ab dem 7. Januar 2008 auf ihrer Website zum kostenlosen Herunterladen angeboten wurde. Nach einem Auftritt der Band in dem Stockholmer Club Alcazar im Dezember 2008 entschied sich die Band neues Material zu schreiben. Im Juli 2009 wurde das Songwriting abgeschlossen und die Aufnahmen im bandeigenen Studio begannen. Im September 2010 erschien das selbstproduzierte Album The Beast and the Machine, welches die auf der vorherigen Demo-CD Planet Plague angedeutete modernere und kompaktere Ausrichtung weiter ausbaut.

## Diskografie
- 1999: Caress the Abstract (Demo)
- 2000: Promo 2000 (Demo)
- 2005: No Place Darker (Demo)
- 2007: Diaries From the Gallows
- 2008: Planet Plague (Demo)
- 2010: The Beast and the Machine
- 2014: Elemental Nightmares - III[1]